# Bathynomus giganteus
L'isopode gigante (Bathynomus giganteus) è una specie di crostacei della famiglia Cirolanidae.
È un esempio di gigantismo abissale: sono infatti lunghi tra i 20 e i 35 cm (ma sono stati trovati esemplari lunghi 75 cm), mentre i normali isopodi non superano i 5 cm e possono vivere fino ad una profondità di 2140 m.